# 越王勾践剣
越王勾践剣（えつおうこうせんけん）は、中国春秋時代後期の越の王「勾践」が8本保有していた名剣である。1965年12月湖北省江陵県（現在の荊州市荊州区川店鎮）の望山1号墓より、そのうちの1本が出土した。1999年の中国国慶節後、湖北省博物館に収蔵された。
この剣は楚が越を滅ぼした際に戦利品として楚に持ち帰られ、それが何らかの理由によって楚王から望山一号墓の墓主であり、王族でもあった昭固に下賜され、昭固の死後副葬されたものと考えられている。
1994年、文化交流展の一環としてシンガポールへ貸し出し中に、作業員が誤ってケースにぶつけ7㎜の亀裂が入ってしまった。それ以来、中国は剣を国外に持ち出すことを認めず、2013年には公式に国外展示禁止の中国文化遺産リストに登録した。

## 形状
剣の長さ柄8.4センチメートルを含めて55.7センチメートル、幅4.6センチメートル。重量875グラム。剣の両面に菱形の連続パターンが施され、ターコイズと青水晶とブラックダイヤモンドで象嵌されている。
柄頭は11同心円で構成され、剣のグリップには絹が巻かれている。

### 刻字

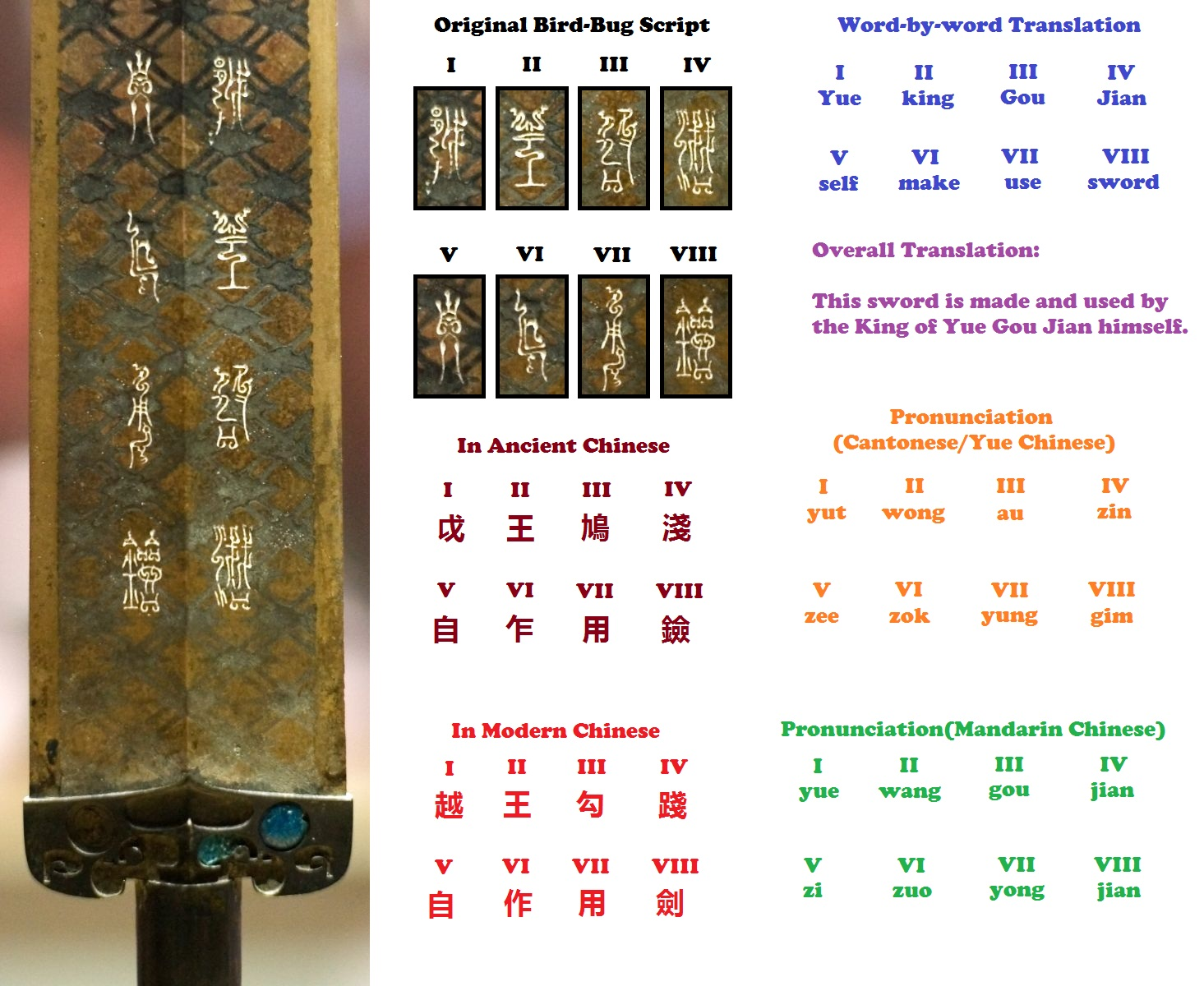
刻字の解説

剣には鳥蟲書という書体で「越王勾践／自作用剣」とあり、越王勾践自らが作成して用いた剣だと刻字されている。発見当初は一行目の三文字目四文字目は解読されていなかったが、1966年1月に唐蘭によってこの二文字が「鳩浅」と解読され、それが「勾践」と音が通じることから、この剣が越王勾践の剣であるという説が出され、それが解読を依頼された研究者達によって広く認められたことによって、この剣が越王勾践の剣であると認定された。

### 表面処理
越王勾践剣は、2千年以上経過したにもかかわらず腐食する様子も無く、今でも鋭さを保っている。理由を知る為、1977年復旦大学と中国科学院は近代的な手法蛍光X線で解析を行った。

### 元素量の割合
| 検査部分 | 銅   | 錫   | 鉛  | 鉄  | 硫黄  | ヒ素  |
| -------- | ---- | ---- | --- | --- | ----- | ----- |
| 剣       | 80.3 | 18.8 | 0.4 | 0.4 | –     | trace |
| 模様黄   | 83.1 | 15.2 | 0.8 | 0.8 | –     | trace |
| 模様黒   | 73.9 | 22.8 | 1.4 | 1.8 | trace | trace |
| 最黒部   | 68.2 | 29.1 | 0.9 | 1.2 | 0.5   | trace |
| 刃       | 57.3 | 29.6 | 8.7 | 3.4 | 0.9   | trace |
| 鎬       | 41.5 | 42.6 | 6.1 | 3.7 | 5.9   | trace |

剣本体は、柔軟で折れにくい銅で作られており、刃の鋭さを維持し硬くするため錫が多く含まれる。表面の模様には硫黄が多く含まれ変色を抑えていることが判明した。この結果から、化学組成が空気を遮断する鞘と同じ効果を発揮し状態のよい保存となった可能性が高いと考えられる。

## その他
類似の剣
同墓からは、碑文が無く、60.6センチほど長いが似たような剣が発掘され、現在は中国国家博物館に収蔵されている。イギリス大英博物館に似たような剣が収蔵されているが、そちらは腐食が進んでいる。東京国立博物館の東洋館にも、1998年に購入した春秋戦国時代（紀元前6-5世紀頃）の同型同紋の剣が展示されている。
交通系電子マネー機能付き越王勾践剣ストラップ
2021年09月16日、湖北省博物館は越王剑交通联合一卡通を発表した。